# Associazione Calcio Perugia 1931-1932
Questa voce raccoglie le informazioni riguardanti l'Associazione Calcio Perugia nelle competizioni ufficiali della stagione 1931-1932.

## Stagione
In quest'annata il Perugia continuò nel suo percorso di crescita che, nella prima metà degli anni 1930, lo portò a una rapida trafila verso le categorie maggiori. Dopo il buon sesto posto maturato nella precedente stagione d'esordio in Prima Divisione, nel campionato 1931-1932 i grifoni vinsero il girone E distanziando di tre punti il Foggia e di quattro i conterranei del Foligno.
Proprio in tandem coi pugliesi, il Perugia guadagnò l'accesso ai gironi finali attraverso cui giocarsi la promozione in Serie B. Inserito nel raggruppamento C assieme a Pavia, Sampierdarenese e Seregno, i grifoni chiusero il girone al secondo posto dietro ai liguri, mancando di un punto quello che sarebbe stato uno storico approdo in cadetteria.

## Divise
In questa stagione, alla canonica maglia rossa casalinga, il Perugia affiancò come seconda divisa un template spesso sfoggiato nella prima metà del decennio, una casacca bianca macchiata da una fascia orizzontale rossa sul petto; tale muta da trasferta era completata da pantaloncini rossi e calzettoni bianchi, in antitesi rispetto alla prima uniforme.
| Casa | Trasferta |

## Rosa
| N. |                   | Ruolo | Calciatore              |
| -- | ----------------- | ----- | ----------------------- |
|    | Italia (bandiera) |       | Balugani                |
|    | Italia (bandiera) |       | Mario Castorri          |
|    | Italia (bandiera) | C     | Vittorio Godigna        |
|    | Italia (bandiera) | C     | Rodolfo Gregar          |
|    | Italia (bandiera) | C     | Luigi Gioacchino Nebbia |
|    | Italia (bandiera) | P     | Eraldo Pangrazi         |

| N. |                   | Ruolo | Calciatore         |
| -- | ----------------- | ----- | ------------------ |
|    | Italia (bandiera) |       | Pazzaglia          |
|    | Italia (bandiera) | D     | Orazio Sola        |
|    | Italia (bandiera) | A     | Alberto Tiberti    |
|    | Italia (bandiera) | A     | Giuseppe Vitalesta |
|    | Italia (bandiera) |       | Giacinto Wenter    |